# 価格破壊 (小説)
『価格破壊』（かかくはかい）は、城山三郎の経済小説。または、それを原作とするテレビドラマ。ダイエーの創業者、中内㓛をモデルにしたとされる。
1969年1月から8月まで34回にわたって『週刊読売』に連載され、その後、単行本として上梓された。

## あらすじ
戦場での体験から「全ての物は腐っていく。回転させなくてはならない」と確信した主人公が、流通市場という暗黒大陸で退路の無い歩みを進めていくが、そこには圧倒的な資本力と技術力をもつ【メーカー】という存在が立ちはだかっていた。
某電機メーカー社員の赤坂が車で信号無視の歩行者を轢きそうになった。注意したところ、その男は矢口という大学の同期生だった。赤坂に近況を語る矢口は、当時再販制の対象で値引き販売が規制されていた一般用医薬品の大安売りを始めて、消費者から支持されている。製薬会社からの圧力にもめげずに日本中の現金問屋を訪ねて歩く。小さな抵抗だったが小売市場の拡大という流れにより暗闇を抜ける事が出来た。その後店をスーパーマーケット「アロー」へと発展させ、関東一円でチェーン展開を開始。
店では生鮮食料品や家電製品も扱うようになるなど、総合スーパーへと規模を拡大。スーパーで一儲けを企むライバル勢力との駆け引きや、値引き販売に圧力を加えようとする家電メーカーとの闘い、再販制を盾に自社商品（石鹸）の卸を拒むメーカーに対抗して始めたプライベートブランド商品の開発などを経て、やがて矢口の率いる「アロー」は小売業の王者のようになってゆく。

## 登場人物
矢口
主人公。戦時中はルソン島で従軍していたが、仲間を数多く失うなど壮絶な経験を経て帰国した。何者をも恐れない小売業改革者。
奈津子
矢口の妻。当初は矢口共々店頭に出ていたが、妊娠を機に店舗運営から離れた（そのため作中にもあまり登場しなくなる）。
尾頭映子
元々はある薬局（「アロー」との競合に負けて潰れた）の娘。矢口に性的魅力を感じつつ反発する。一時「アロー」に入社し矢口の秘書を務めるが、後にスカウトされライバル店「オットー」の店長となる。「オットー」倒産後はアメリカに渡った。
赤坂
矢口の学生時代の同級生。初登場時は大手電機メーカー・平安電器の社員だったが、後に別のメーカーに移り「特販部長」となる。
泉源太
初回登場時はお好み焼き屋「源太」の店主。矢口とは妙にウマが合い、「価格破壊の同志」として付かず離れずの関係を築いた。その後お好み焼き屋を廃業してポリエチレンの袋を製造する会社を立ち上げ、「アロー」にも袋を納入するようになるが、原料の値上げを製品価格に転嫁できず経営に行き詰まり、最後は夜逃げして姿を消した。
郡山謙造
日本の五大製薬会社の一社「グランド製薬」の社長。当初は矢口に薬の安売りを辞めさせる説得を行うために登場したが、経営者としての矢口に興味を持ち、その後ちょくちょく矢口の元を訪れるようになる。後に息子を「アロー」に入社させようとする。

## 登場企業
- アロー：ダイエーがモデル。小説では東京が店舗のはじまりであるが、実際のダイエーは、大阪市旭区の千林商店街に1号店を構えた[3]。
- 平安電器：松下電器産業（現・パナソニック）がモデル。
- 皇帝石鹸：花王石鹸（現・花王）がモデル。

## 評価
文芸評論家小松伸六は角川文庫版の解説において、スーパーマーケットが昭和30年前後に急速成長し、流通機構の問題が物価上昇との関係において論ぜられた以後の流通革命の実態は、この作品にほとんどとりあげられている意味で、現代史の側面をとらえている小説でもあると思った。と述べている。

## テレビドラマ版
1981年11月7日から11月21日までの3回シリーズで、NHK『土曜ドラマ』の枠で放送され、『ザ・商社』に続き、演出は和田勉、主演は山﨑努が務めた。

### スタッフ
- 脚本 - 石松愛弘
- 音楽 - 加古隆
- 演出 - 和田勉

### キャスト
- 矢口 - 山﨑努[4]
- 映子 - いしだあゆみ
- 奈津子 - 松尾嘉代[5]
- 大友柳太朗
- 大村崑
- 植木等
- 高岡健二
- 佐分利信
- 武見龍磨

## 書誌情報
- 城山三郎『価格破壊』光文社〈カッパ・ノベルス〉、1969年。
- 城山三郎『価格破壊』角川書店〈角川文庫〉、1975年6月。ISBN 978-4-04-131006-9。
- 城山三郎『価格破壊　プライス・ダウン 長編小説』光文社、1979年3月。ISBN 978-4334920517。